# Preben Møller Hansen
Preben Møller Hansen (født 6. september 1929 i Brønshøj, død 11. september 2008 i København) var dansk fagforeningsmand, politiker og restauratør, mest kendt som tidligere landsformand for Sømændenes Forbund samt folketingsmedlem for partiet Fælles Kurs. Det førstnævnte gav ham kaldenavnet "Sømandsbossen" i folkemunde.
Møller Hansen blev formand for Sømændenes Forbund i 1968, og som erklæret kommunist markerede han en kompromisløs linje over for sømændenes arbejdsgivere. Han var medvirkende til at gøre forbundet kendt i offentligheden med sine uortodokse handlinger og bramfri udtalelser om faglige spørgsmål og mere generelt politiske forhold. Efter en kontrovers i 1977 med HK om aflønning af HK-medlemmer ansat i Sømændenes Forbund blev Møller Hansen ekskluderet af DKP, som han havde repræsenteret i Københavns Borgerrepræsentation siden 1976.
De mange stridigheder på venstrefløjen i 1970'erne og 1980'erne betød, at venstreorienterede synspunkter ikke fik så stor gennemslagskraft, som antallet af stemmer ved valgene måske berettigede til, og Møller Hansen tog konsekvensen heraf ved at stifte et nyt parti, Fælles Kurs på forbundets årsmøde i 1986. Ved valget 1987 kom partiet i Folketinget med fire mandater med Møller Hansen i spidsen.
Perioden i Folketinget gav den taleglade Møller Hansen mange kontroverser med mødelederne, da han havde svært ved at indordne sig den lidt formelle kultur i salen, herunder særligt medlemmernes indbyrdes tiltaleform. Med fire mandater under firkløverregeringen blev det begrænset, hvad partiet opnåede af reelle resultater, og da der allerede mindre end et år senere blev udskrevet valg igen, lykkedes det akkurat ikke for det lille parti at opnå tilstrækkeligt med stemmer til at forblive i Folketinget.
Oven på denne skuffelse valgte Preben Møller Hansen samme år at trække sig som forbundsformand, hvor han blev afløst af næstformanden Henrik Berlau. Partiet var dog i en længere periode repræsenteret i Borgerrepræsentationen, også med Møller Hansen (fra 1998 til 2001).
Efter sin fagligt aktive karriere var Preben Møller Hansen bestyrer af forskellige traditionsrige kroer i København, hvor han blev kendt for menuer bestående af gamle danske retter. I den forbindelse skrev han også i 2000 kogebogen Den danske kogebog.